# Крепость на песке
«Крепость на песке» (яп. 砂の器: суна-но уцува; англ. The Castle of Sand) — японский фильм, снятый в жанре криминальной драмы режиссёром Ёситаро Номура в 1974 году. Экранизация романа Сэйтё Мацумото.

## Сюжет
Токио начала 1970-х годов. Полицейский Иманиси и его ловкий молодой напарник Ёсимура начинают расследование по факту убийства человека, труп которого был найден на железнодорожных путях станции Камата. Их единственным ключом к разгадке убийства является слово Камэда, произнесённое с характерным северояпонским акцентом собутыльником жертвы в ближайшем к месту преступления баре и услышанном одной из официанток. По мере того как сыщики путешествуют по всей Японии в поисках идентификации убитого, они размышляют: относится ли слово Камэда к фамилиям или это название местности? В конце концов, окажется, что этимология этого слова причудливым образом относится к отдалённой сельской местности на юго-западе главного из японских островов, Хонсю. И, наконец, они начинают прослеживать связь между покойником и его приёмным сыном — успешным классическим музыкантом, пианистом и композитором Эриё Вага. Узнают они и о тайне музыканта, которую он тщательно скрывает — о существовании его настоящего отца, больного проказой.
Первые три четверти сюжета отмечены сложной временной и пространственной структурой, в которой переплетены процесс полицейского расследования с отдельными откровениями главных действующих лиц, их прошлых и настоящих взаимосвязей. Постепенно, вследствие кропотливой работы судебно-медицинской экспертизы и невероятному совпадению, сыщики сводят воедино все улики, и заключительная часть фильма основана на длительном рассказе следователя Иманиси о преступлении и его исторической подоплёке своим коллегам. Эта сцена перемежается вставками с концертного выступления приёмного сына жертвы и, как уже известно зрителю, его убийцы.

## В ролях
- Тэцуро Тамба — детектив Иманиси
- Го Като — Эриё Вага
- Кэнсаку Морита — детектив Ёсимура
- Ёко Симада — Рэйко Такаги, возлюбленная Эриё Вага
- Карин Ямагути — Сатико Тадокоро, невеста Эриё Вага
- Син Сабури — Сигэёси Тадокоро, экс-министр финансов, отец Сатико
- Ёси Като — Тиёкити Хонура, настоящий отец Эриё Вага
- Кадзухидэ Харута — Хидэо Хонура (Эриё Вага в детстве под своим настоящим именем)
- Тисю Рю — Кирихара, глава общины в селе Камэдакэ
- Кэн Огата — Кэнъити Мики, приёмный отец Эриё Вага и жертва убийства
- Дзюнко Нацуи — Акико, хозяйка кабаре
- Сэйдзи Мацуяма — Акиракити, сын Кэнъити Мики
- Масуми Харукава — Нака Сумиэ, горничная
- Тайдзи Тонояма — трактирщик в Ибицу
- Дзюн Хамамура — полицейский
- Таканобу Ходзуми — Мацудзаки, журналист
- Кин Сугаи — Ямасита
- Киндзо Син — профессор Кавабара, лингвист
- Акира Кубо — полицейский в Сэтагая
- Киёси Ацуми — менеджер кинотеатра
- Ясуси Акутагава — клиент

## Премьеры
- — национальная премьера фильма состоялась 19 октября 1974 года[1].
- — мировая премьера фильма прошла в рамках конкурсного показа на IX МКФ в Москве в июле 1975 года[1].
- — на американском континенте фильм был впервые показан в США 10 октября 1975 года[1].
- — фильм вышел в польский прокат 5 января 1976 года[1].
- — с 26 февраля 1976 года кинолента демонстрировалась в кинопрокате Венгрии[1].
- — премьерный показ в Дании состоялся 31 мая 1976 года[1].

## Награды и номинации
Кинопремия «Кинэма Дзюмпо»
- (1975 год) Выиграны:[2]

- премия за лучший сценарий 1974 года — Синобу Хасимото и Ёдзи Ямада.
- приз зрительских симпатий читателей журнала «Кинэма Дзюмпо» лучшему японскому режиссёру 1974 года — Ёситаро Номура.

- Номинация:

- за лучший фильм 1974 года, однако по результатам голосования кинолента заняла 2 место, уступив фильму «Сандакан, публичный дом № 8» режиссёра Кэя Кумаи.

Кинопремия «Майнити»
- 29-я церемония награждения (за 1974 год)[4].

Выиграны:
- премия за лучший фильм 1974 года.
- премия лучшему режиссёру 1974 года — Ёситаро Номура.
- премия за лучший сценарий 1974 года — Синобу Хасимото и Ёдзи Ямада.
- премия за лучший саундтрек 1974 года — Косукэ Сугано.

Московский международный кинофестиваль
- IX Московский международный кинофестиваль (1975)[2].

- Диплом фестиваля режиссёру Ёситаро Номура.
- Номинация на Главный приз ММКФ.

## Переиздание
- В 2005 году вышла ремастированная версия фильма на DVD.

## Ремейки
- 2004 — «Крепость на песке» / яп. 砂の器: суна-но уцува (ТВ сериал, 1 сезон, 11 серий, в роли инспектора Иманиси популярный актёр Кэн Ватанабэ. Роль Эриё Ваги исполнил один из идолов современной японской поп-культуры, лидер группы SMAP Масахиро Накаи).
- 2011 — «Крепость на песке» / яп. 砂の器: суна-но уцува (ТВ сериал, 1 сезон, режиссёр Мэйдзи Фудзита, в роли инспектора Иманиси — Каору Кобаяси. Имя убийцы на сей раз авторы сериала переименовали, назвав его Хидэёси Вага, роль которого исполнил Кураносукэ Сасаки).